# Bowerhouse
Bowerhouse, auch Bower House, Bourhouse, Bour House oder Bauer House, ist ein Herrenhaus nahe der schottischen Stadt Dunbar in der Council Area East Lothian. 1979 wurde das Bauwerk in die schottischen Denkmallisten zunächst in der Kategorie B aufgenommen. Die Hochstufung in die höchste Kategorie A erfolgte 1989. Des Weiteren wurde das zugehörige Taubenhaus 1971 als Kategorie-A-Bauwerk klassifiziert.

## Beschreibung
Bauherr war Major General Carfrae, der sein Vermögen bei der Ostindien-Kompanie gemacht hatte. Der Entwurf stammte von dem jungen schottischen Architekten David Bryce, der seinerzeit noch für William Adam tätig war. Bryce entwarf ein komplexes Gebäude im jakobinischen Stil, das 1835 erbaut wurde. Der zweistöckige Sandsteinbau befindet sich inmitten eines großzügigen, isoliert gelegenen Grundstücks rund zwei Kilometer südwestlich des Zentrums von Dunbar.
Das Gebäude weist einen komplexen Grundriss auf. Die zugehörigen Stallungen grenzen direkt an. Die Innenräume sind mit hochwertigen Stuckarbeiten gestaltet. Das Vestibül ist aufwändig mit Fliesen ausgestaltet und die offenen, marmornen Kamine im Louis-quinze-Stil gearbeitet. Ein aufwändig ornamentiertes schmiedeeisernes Geländer fasst die Haupttreppe ein.
Die teils einstöckigen Stallungen weisen einen U-förmigen Grundriss auf. Entlang der Fassaden sind zahlreiche blinde Fensteröffnungen eingelassen. Der Heuspeicher ist mit Giebel und Segmentbogen gestaltet. Das Dach ist mit grauem Schiefer eingedeckt.

## Taubenhaus

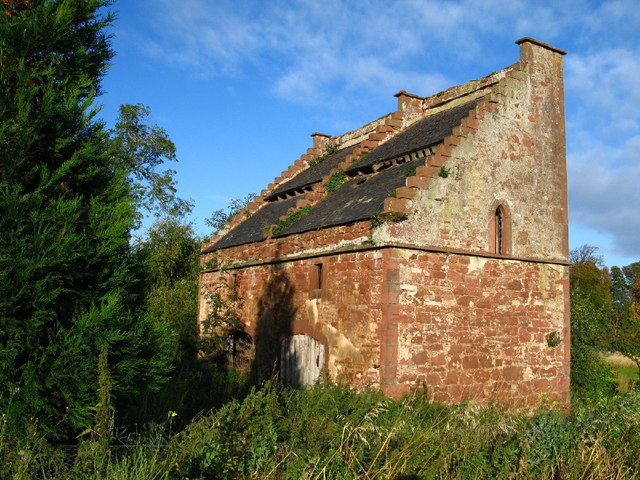
Taubenhaus von Bowerhouse

Das zugehörige Taubenhaus liegt 200 m östlich des Herrenhauses. Es stammt aus dem 18. Jahrhundert und ähnelt in seiner Gestaltung dem Taubenhaus von Spott House. Es weist einen rechteckigen Grundriss von 9,8 m × 5,0 m auf. Das rund 75 cm mächtige Mauerwerk besteht aus rotem Sandstein und war einst mit Harl verputzt. Es läuft ein Gurtgesims um. Die südexponierte Frontseite ist mit zwei segmentbögigen Eingangstoren und darüberliegenden kleinen Fensteröffnungen gestaltet. Das abschließende schiefergedeckte Dach ist gestuft eingefasst. Insgesamt führen 34 Einfluglöcher ins Innere, wo 1402 Nistkästen eingerichtet sind. Im Gebäudeinneren ist eine Zwischendecke eingezogen. Ebenerdig war ein Schuppen eingerichtet.